# Nationale mesterskaber i landevejscykling 2017
Nationale mesterskaber i landevejscykling 2017 startede i Australien og New Zealand i januar. De fleste andre mesterskaber arrangeres i sidste uge i juni, før Tour de France.

## Resultater
|                | Herrer                      | Herrer               | Damer                | Damer                 | Herrer, U23    | Herrer, U23    |
| Nation         | Landevej                    | Enkeltstart          | Landevej             | Enkeltstart           | Landevej       | Enkeltstart    |
| -------------- | --------------------------- | -------------------- | -------------------- | --------------------- | -------------- | -------------- |
| Australien     | Miles Scotson               | Rohan Dennis         | Katrin Garfoot       | Katrin Garfoot        |                |                |
| Belgien        | Oliver Naesen               | Yves Lampaert        | Jolien D'Hoore       | Ann-Sophie Duyck      |                |                |
| Canada         | Matteo Dal-cin              | Svein Tuft           | Allison Beveridge    | Karol-Ann Canuel      |                |                |
| Danmark        | Mads Pedersen               | Martin Toft Madsen   | Camilla Møllebro     | Cecilie Uttrup Ludwig | Michael Carbel | Kasper Asgreen |
| Estland        | Gert Jõeäär                 | Silver Mäoma         |                      | Liisi Rist            |                |                |
| Finland        | Matti Manninen              | Sasu Halme           | Lotta Lepistö        | Lotta Lepistö         |                |                |
| Frankrig       | Arnaud Démare               | Pierre Latour        | Charlotte Bravard    | Audrey Cordon         |                |                |
| Hviderusland   | Nikolaj Sjumov              | Stanislau Bazhkou    | Tatsjana Sjarakova   | Tatsjana Sjarakova    |                |                |
| Irland         | Ryan Mullen                 | Ryan Mullen          | Lydia Boyland        | Eileen Burns          |                |                |
| Italien        | Fabio Aru                   | Gianni Moscon        | Elisa Longo Borghini | Elisa Longo Borghini  |                |                |
| Letland        | Krists Neilands             | Aleksejs Saramotins  | Lija Laizāne         | Lija Laizāne          |                |                |
| Litauen        | Ignatas Konovalovas         | Ignatas Konovalovas  | Daiva Tuslaite       | Ernesta Strainyte     |                | '              |
| Luxembourg     | Bob Jungels                 | Jempy Drucker        | Christine Majerus    | Christine Majerus     |                |                |
| Holland        | Ramon Sinkeldam             | Tom Dumoulin         | Chantal Blaak        | Annemiek van Vleuten  |                |                |
| New Zealand    | Joseph Cooper               | Jack Bauer           | Rushlee Buchanan     | Jamie Nielsen         |                |                |
| Norge          | Rasmus Fossum Tiller        | Edvald Boasson Hagen | Vita Heine           | Vita Heine            |                |                |
| Polen          | Adrian Kurek                | Michał Kwiatkowski   | Karolina Karasiewicz | Katarzyna Pawłowska   |                |                |
| Portugal       | Ruben Guerreiro             | Domingos Gonçalves   |                      |                       |                |                |
| Rusland        | Aleksandr Porsev            | Ilnur Zakarin        | Anastasia Iakovenko  | Ksenia Tsymbalyuk     |                |                |
| Slovakiet      | Juraj Sagan                 | Marek Čanecký        | Alzbeta Pavlendova   | Janka Števková        |                |                |
| Slovenien      | Luka Mezgec                 | Jan Polanc           | Polona Batagelj      | Urša Pintar           |                |                |
| Spanien        | Jesús Herrada               | Jonathan Castroviejo | Sheyla Gutiérrez     | Lourdes Oyarbide      |                |                |
| Storbritannien | Steve Cummings              | Steve Cummings       | Lizzie Deignan       | Claire Rose           |                |                |
| Schweiz        | Silvan Dillier              | Stefan Küng          | Nicole Hanselmann    | Marlen Reusser        |                |                |
| Sverige        | Kim Magnusson               | Tobias Ludvigsson    | Sara Penton          | Lisa Nordén           |                |                |
| Sydafrika      | Reinardt Janse van Rensburg | Daryl Impey          | Heidi Dalton         | Ashleigh Moolman      |                |                |
| Tjekkiet       | Zdeněk Štybar               | Jan Bárta            | Nikola Nosková       | Nikola Nosková        |                |                |
| Tyskland       | Marcus Burghardt            | Tony Martin          | Lisa Klein           | Trixi Worrack         |                |                |
| USA            | Larry Warbasse              | Joey Rosskopf        | Amber Neben          | Amber Neben           |                |                |
| Østrig         | Gregor Mühlberger           | Georg Preidler       | Martina Ritter       | Martina Ritter        |                |                |